# TRIM21

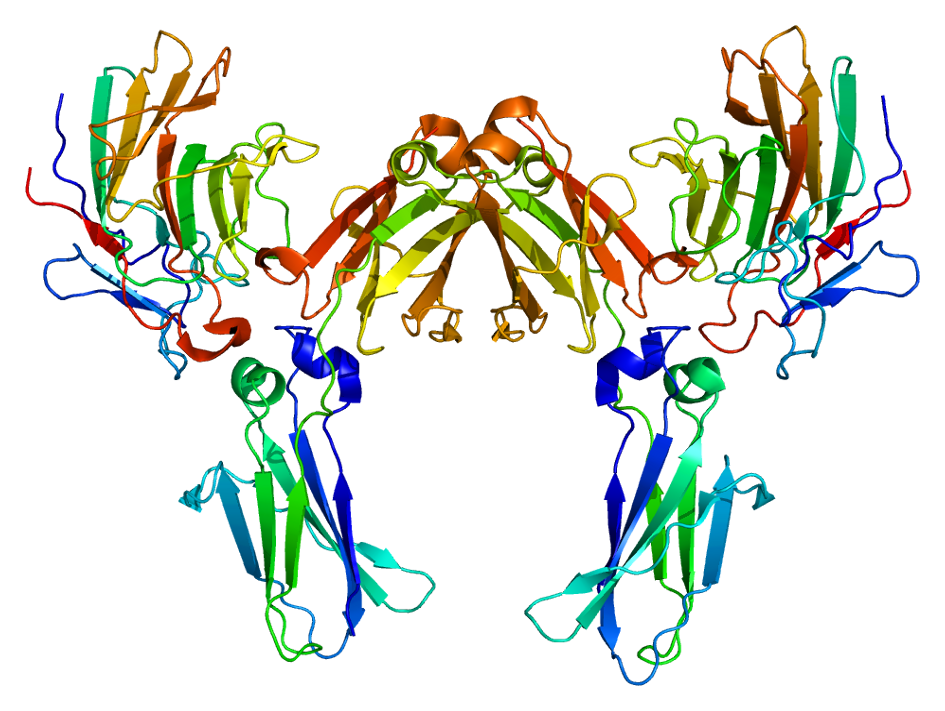
52 kDa Ro protein

52 kDa Ro protein é uma proteína que em humanos é codificada pelo gene TRIM21.
Auxilia anticorpos no interior das células a combater infecções, movendo os atacantes (ex. vírus) para o sistema de eliminação celular. Esse mecanismo foi catalogado na revista científica Proceedings of the National Academy of Sciences em 2010 e pode ser a chave para a criação de medicamentos antivirais mais efetivos, pois até então, era apenas conhecido que os anticorpos agiam por bloqueio somente fora das células.

## Leitura de apoio
- Jones SK (1992). «Ultraviolet radiation (UVR) induces cell-surface Ro/SSA antigen expression by human keratinocytes in vitro: a possible mechanism for the UVR induction of cutaneous lupus lesions.». Br. J. Dermatol. 126 (6): 546–53. PMID 1610705. doi:10.1111/j.1365-2133.1992.tb00098.x
- Itoh K, Itoh Y, Frank MB (1991). «Protein heterogeneity in the human Ro/SSA ribonucleoproteins. The 52- and 60-kD Ro/SSA autoantigens are encoded by separate genes.». J. Clin. Invest. 87 (1): 177–86. PMC 295020. PMID 1985094. doi:10.1172/JCI114968
- Chan EK, Hamel JC, Buyon JP, Tan EM (1991). «Molecular definition and sequence motifs of the 52-kD component of human SS-A/Ro autoantigen.». J. Clin. Invest. 87 (1): 68–76. PMC 294993. PMID 1985112. doi:10.1172/JCI115003
- Miyagawa S, Okada N, Inagaki Y;  et al. (1988). «SSA/Ro antigen expression in simian virus 40-transformed human keratinocytes.». J. Invest. Dermatol. 90 (3): 342–5. PMID 2450143. doi:10.1111/1523-1747.ep12456308
- Chan EK, Di Donato F, Hamel JC;  et al. (1995). «52-kD SS-A/Ro: genomic structure and identification of an alternatively spliced transcript encoding a novel leucine zipper-minus autoantigen expressed in fetal and adult heart.». J. Exp. Med. 182 (4): 983–92. PMC 2192297. PMID 7561701. doi:10.1084/jem.182.4.983
- Tsugu H, Horowitz R, Gibson N, Frank MB (1995). «The location of a disease-associated polymorphism and genomic structure of the human 52-kDa Ro/SSA locus (SSA1).». Genomics. 24 (3): 541–8. PMID 7713506. doi:10.1006/geno.1994.1664
- Frank MB, McCubbin VR, Heldermon C (1995). «Expression and DNA binding of the human 52 kDa Ro/SSA autoantigen.». Biochem. J. 305 ( Pt 2): 359–62. PMC 1136368. PMID 7832745
- Maruyama K, Sugano S (1994). «Oligo-capping: a simple method to replace the cap structure of eukaryotic mRNAs with oligoribonucleotides.». Gene. 138 (1-2): 171–4. PMID 8125298. doi:10.1016/0378-1119(94)90802-8
- Keech CL, Gordon TP, McCluskey J (1996). «Structural differences between the human and mouse 52-kD Ro autoantigens associated with poorly conserved autoantibody activity across species.». Clin. Exp. Immunol. 104 (2): 255–63. PMC 2200432. PMID 8625517. doi:10.1046/j.1365-2249.1996.16726.x
- Igarashi T, Itoh Y, Fukunaga Y, Yamamoto M (1996). «Stress-induced cell surface expression and antigenic alteration of the Ro/SSA autoantigen.». Autoimmunity. 22 (1): 33–42. PMID 8882420. doi:10.3109/08916939508995297
- Suzuki Y, Yoshitomo-Nakagawa K, Maruyama K;  et al. (1997). «Construction and characterization of a full length-enriched and a 5'-end-enriched cDNA library.». Gene. 200 (1-2): 149–56. PMID 9373149. doi:10.1016/S0378-1119(97)00411-3
- Bepler G, O'briant KC, Kim YC;  et al. (1999). «A 1.4-Mb high-resolution physical map and contig of chromosome segment 11p15.5 and genes in the LOH11A metastasis suppressor region.». Genomics. 55 (2): 164–75. PMID 9933563. doi:10.1006/geno.1998.5659
- Tseng CE, Miranda E, Di Donato F;  et al. (1999). «mRNA and protein expression of SSA/Ro and SSB/La in human fetal cardiac myocytes cultured using a novel application of the Langendorff procedure.». Pediatr. Res. 45 (2): 260–9. PMID 10022600. doi:10.1203/00006450-199902000-00018
- Fabini G, Rutjes SA, Zimmermann C;  et al. (2000). «Analysis of the molecular composition of Ro ribonucleoprotein complexes. Identification of novel Y RNA-binding proteins.». Eur. J. Biochem. 267 (9): 2778–89. PMID 10785401. doi:10.1046/j.1432-1327.2000.01298.x
- Kurien BT, Chambers TL, Thomas PY;  et al. (2001). «Autoantibody to the leucine zipper region of 52 kDa Ro/SSA binds native 60 kDa Ro/SSA: identification of a tertiary epitope with components from 60 kDa Ro/SSA and 52 kDa Ro/SSA.». Scand. J. Immunol. 53 (3): 268–76. PMID 11251884. doi:10.1046/j.1365-3083.2001.00870.x
- Reymond A, Meroni G, Fantozzi A;  et al. (2001). «The tripartite motif family identifies cell compartments.». EMBO J. 20 (9): 2140–51. PMC 125245. PMID 11331580. doi:10.1093/emboj/20.9.2140
- Di Donato F, Chan EK, Askanase AD;  et al. (2001). «Interaction between 52 kDa SSA/Ro and deubiquitinating enzyme UnpEL: a clue to function.». Int. J. Biochem. Cell Biol. 33 (9): 924–34. PMID 11461834. doi:10.1016/S1357-2725(01)00055-3
- Fukuda-Kamitani T, Kamitani T (2002). «Ubiquitination of Ro52 autoantigen.». Biochem. Biophys. Res. Commun. 295 (4): 774–8. PMID 12127959. doi:10.1016/S0006-291X(02)00750-7
- Strausberg RL, Feingold EA, Grouse LH;  et al. (2003). «Generation and initial analysis of more than 15,000 full-length human and mouse cDNA sequences.». Proc. Natl. Acad. Sci. U.S.A. 99 (26): 16899–903. PMC 139241. PMID 12477932. doi:10.1073/pnas.242603899